# Dorstenia astyanactis
Dorstenia astyanactis är en mullbärsväxtart som beskrevs av Ake Assi. Dorstenia astyanactis ingår i släktet Dorstenia och familjen mullbärsväxter. Inga underarter finns listade i Catalogue of Life.